# 粉碎崇拜
粉碎崇拜是一种恋物癖和性偏離，具有这种癖好的人在踩踏物品、食物、小动物（主要是昆虫）乃至被踩踏时会感受到性刺激。术语“软核粉碎”（英語：soft crush）是指粉碎崇拜中较普遍的类型，包括踩碎无生命物品（如食物）或无脊椎小生物（如昆虫，蜗牛，蠕虫，蜘蛛等）的视频；而“硬核粉碎”（英語：hard crush）包含踩碎较大的脊椎动物（或者可以称为更容易受疼痛影响的动物，如爬行动物，鸟类，哺乳动物）的视频。“践踏癖”（英語：trample fetish）包括人踩踏人的癖好。粉碎崇拜的爱好者可能偏好踩踏者打赤足、穿高跟鞋、人字拖或者丝袜和凉鞋，取决于他们自己的爱好种类。大多数软核踩踏爱好者喜欢与硬核踩踏爱好者保持距离，因为他们认为踩踏大型动物的视频可能会让人对整个粉碎崇拜团体产生不好的印象。
目前尚无已知法律禁止粉碎物体和昆虫，但是通过踩碎活体脊椎动物以满足性欲的产品，其生产或交易受到动物权利保护者的谴责，并且在许多国家都是非法的，包括美国和英国。自2010年以来，美国法律禁止了硬核粉碎视频的州际贸易，许多其他国家也将这些视频定为非法。

## 粉碎影片
粉碎影片指描述昆虫或其他物品被踩碎的影片。杰夫·维伦西亚（英語：Jeff Vilencia）是踩踏影片著名导演之一，作品如“《Smush!》”。同其他许多粉碎片导演一样，维伦西亚从小就喜欢见到小生物被踩碎，他自称当自己两三岁的时候经常试着让人们踩踏这些东西。

### 法律地位
粉碎影片的合法性和实际操作因地区而异；但许多影片已经被发布在网上并可供下载，这使得控制它们的流通十分困难。描述踩踏脊椎动物的色情产品，其生产和销售受到反对虐待动物人士的谴责，并且在许多国家属于非法，包括美国。

#### 美国
1999年，美国国会订立了关于粉碎影片合法性的法规，这项法律规定创作、销售和拥有描述虐待动物行为的物品为犯罪，但“任何具有严肃宗教、政治、科学、教育、新闻、历史意义或艺术价值之物”不在此列。2008年，美国第三巡回上诉法院宣布对此类影片（如非淫秽制品）出售和拥有的禁令违反宪法对言论自由的保证。美国最高法院在史蒂文斯公诉案中确认了美国第三巡回上诉法院的判决，裁定该禁令违宪，理由是其过于广泛和含糊，以至于可能使动物因狩猎或疾病受到伤害的描述也被限制。2010年11月28日，美国众议院和参议院通过了H.R.5566号法案，该法案禁止对粉碎影片进行州际贸易；12月9日，奥巴马总统签署通过了该法案，即2010年美国动物粉碎视频禁令。2015年9月8日，一名休斯顿女子在美国首例动物粉碎影片案中被迫认罪。2019年11月25日，美国总统唐納·川普签署通过了《防止动物虐待和酷刑法》，将虐待动物行为定为严重犯罪，处罚措施为罚款和最高七年的监禁。该法案将“动物粉碎”定义为“故意将一个或多个活的非人类哺乳动物，鸟类，爬行动物或两栖动物压碎，焚烧，溺水，窒息，刺穿或以其他方式造成严重躯体伤害的行为”。

#### 英国
尽管人们认为大多数这种影片起源于美国，但对粉碎影片生产贩售者的第一次逮捕发生在英国，即2002年警方因虐待小动物对克雷格·查普曼（英語：Craig Chapman）、克里斯汀·贝斯福德（英語：Christine Besford）、莎拉·库克（英語：Sarah Cooke）和塞拉莎·斯莫伍德（英語：Theraza Smallwood）进行的逮捕行动。据估计，粉碎影片行业产生了数十万英镑的销售额。

#### 中国大陆
尽管中国大陆没有法律制裁虐待动物的行为，但因作为踩踏小猫影片主角而备受网民指责的中国护士王珏最终在萝北县政府的官方网站上道歉。该段影片的摄影师是省电视台的一名工作人员，在身份信息泄露之后就失去了工作。